# ローレンス大学
ローレンス大学（英語: Lawrence University）は、1847年に創立されたアメリカ合衆国ウィスコンシン州アップルトンにある男女共学の私立大学である。リベラル・アーツ教育が盛んであり、音楽教育が充実していることで有名である。

## 授業制度
3学期制
アメリカ国内の他の多くの大学とは異なり、Fall Term(9月下旬～12月中旬)、Winter Term(1月上旬～3月中旬)、Spring Term(4月～6月中旬)の3学期制を導入している。
授業の特色
リベラルアーツ教育が盛んなため、政治や経済、言語学や文学、また、音楽、芸術といった多岐にわたった授業を受けることが出来る。一年次には、フレッシュマンスタディーズ（Freshman Studies）と呼ばれる科目が必修となっている。この科目は、大学一年生が大学での学び方を習得することを主眼としており、扱う教材は文学、音楽、スピーチ、科学的理論など幅広い。
生徒と教員の割合が9:1と、ほかのアメリカの大学に比べ生徒の割合が少ない。そのため少数制クラスの編成が盛んである。
科目一覧
- 文化人類学
- アートおよびアートの歴史
- 生物学
- 化学
- 中国語
- 日本語
- 古典（ラテン）
- コンピューター科学
- 音楽
- 歴史
- 経済
- 教育
- 英文学
- 映画
- ジェンダー学
- 地学
- ドイツ語
- 政治

等。

## 寮
多くの在学生が学内の寮に居住。
主な寮：コールマン（colman）、オムズビー(ormsby)、ハイアット(hiett)、プランツ(plantz)、コーラー(kohler)、セージ(sage)、トレバー(trever)

## 留学制度
早稲田大学との提携
CSLと呼ばれるプログラムでは、毎年十人前後の早稲田大学生を、留学生として受け入れている。このプログラムは9月中旬から6月中旬の10ヶ月間の短期留学プログラムである。